# 胡玉瑾
胡玉瑾（1938年3月24日—1975年8月14日），越南共和國陸軍上校。天主教徒。在1975年4月30日西貢淪陷、南越宣布投降後，依然在西貢以南省份抵抗越南南方民族解放陣線（越共）直至彈盡藥絕，數個月後被越共公開處決。

## 生平
胡玉瑾於1938年3月24日（一說3月12日）出生在堅江省迪石的永清云社，他的父親是越南國軍的一名士官。1945年剛上小學不久後就碰到法越戰爭的爆發，被迫中斷學業，直到1947年才得以返校受教育。1951年，他的父親替他向隸屬於第一軍區的位於嘉定的少年軍校送出入學申請，1952年結業後，留在原校訓練後輩達4年。1961年時赴官校接受訓練，畢業後被授予准尉軍銜。
胡玉瑾第一次帶部隊的經驗，是在別動軍內當一個排的排長，之後由於表現優異而獲得晉升，1965年成為上尉、1968年升至少校、1971年升至中校，最後於1974年升至上校，擔任過第21步兵師33團第1營營長、第9步兵師第15團團長等。在他升上校的同一年，被派遣至國土極南的彰善省就任省長。
1975年4月30日，南越總統楊文明在北越的越南人民軍進城後宣布無條件投降、結束越南戰爭，而他在第4軍（第4軍區）內的兩位上級長官——軍長阮科南少將和副軍長黎文興准將均已飲彈自殺。但胡玉瑾拒絕接受投降令，並指揮部下繼續與越共對抗，守住省政府，直至5月1日上午11時為止。之後他以安全為由命令麾下士兵逃出省廳，自己則與一名義軍的民兵一起發射機關槍作火力掩護，之後還來不及自盡就先被俘虜。
1975年8月14日，胡玉瑾於一次公審大會中被定下罪名之後，在芹苴的一處體育場公開槍決。臨刑之前，胡玉瑾慷慨陳詞：「我雖將死，但我有最後一個要求。希望死後棺材能覆蓋我的國家的國旗……如果在這場戰爭中我是戰勝者，我將不會加罪在各位身上如各位加罪在我身上。我也不會羞辱各位如各位羞辱我。我亦不會問各位要問我的那句話。我是為人民的自由而戰。我只有功沒有罪。沒有誰有權向我問罪。歷史將會判決各位是赤匪或我是偽軍。各位要想殺我即管殺。但不要把我的眼睛蒙起來。打倒共產。越南萬歲！」

## 榮譽
- 四等保國勳章[註 1]
- 帶楊柳枝的英勇配星
- 戰傷配星
- 兩枚美國勳章

### 腳註
1. ↑  少校時期獲得

### 來源
1. ↑   (PDF). 西貢: 越南新聞社. 1974: 100  [2022-06-26]. （原始内容存档 (PDF)于2022-07-09）.
2. 1 2 3  （英文）Black April 30th 1975 （页面存档备份，存于）
3. ↑  （越南文）Câu chuyện về gia đình Đ/tá Hồ Ngọc Cẩn (Giao Chỉ-SJ) | Vinh Danh và Bảo Vệ Cờ Vàng （页面存档备份，存于）
4. ↑  吳鈞，1992，《越南歷史》，台北：自由僑聲雜誌社。
5. ↑  （英文）THE SUICIDES ON APRIL 30, 1975 的存檔，存档日期2006年12月5日，.
6. ↑  . Việt Báo. 2014-03-15  [2022-08-21]. （原始内容存档于2021-07-27）.